# Захід США

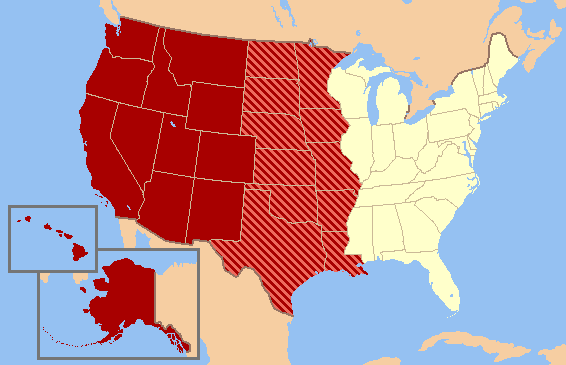
Темно-червоним виділено штати, які відносить до західних Бюро перепису населення США; заштриховані інші штати на захід від Міссісіпі, теж часто включаються в поняття Заходу

40° пн. ш. 113° зх. д. / 40° пн. ш. 113° зх. д.
Захід США (англ. Western United States) — один з чотирьох основних регіонів США. Значення терміна «Захід США» в історії країни неодноразово змінювалося. Це відбувалося через те, що Сполучені Штати як держава розширювалися насамперед на захід. До 1800 західний кордон проходив по Аппалачах, потім східним кордоном Заходу вважалася річка Міссісіпі.
Останнім часом до Заходу США зазвичай відносять штати, розташовані на Великих рівнинах, в Скелястих горах та західніші штати аж до Тихоокеанського узбережжя, а також Аляску та Гаваї.

## Географія
Бюро перепису населення США виділяє Захід як один з чотирьох основних регіонів країни та включає в нього 13 штатів: Айдахо, Аляска, Аризона, Вайомінг, Вашингтон, Гаваї, Каліфорнія, Колорадо, Монтана, Невада, Нью-Мексико, Орегон та Юта.
Іноді східний кордон Заходу проводять по річці Міссісіпі. У такому випадку крім 13 перелічених у поняття «Захід» включають ще 12 штатів. Проте, зазвичай їх відносять до Середнього Заходу та Півдня.
Регіон покриває значну територію континентальної частини США, а також включає в себе Аляску та Гаваї, що не належать до континентальних штатів. Сам Захід США, згідно з Бюро перепису населення, поділяється на два регіони — Тихоокеанський регіон (узбережжя Тихого океану, а також не-континентальні штати: Аляска, Вашингтон, Гаваї, Каліфорнія, Орегон) та Гірський регіон (Айдахо, Аризона, Вайомінг, Колорадо, Монтана, Невада, Нью-Мексико, Юта). Крім того, в географічному, а також культурно-економічному плані виділяється Південний Захід США, що до 1848 року входив до складу Мексики і досі зберігає з нею важливі соціально-культурні зв'язки.

## Населення
За оцінками 2006 року загальна чисельність населення 13 штатів, які визначаються як західні, становила 69 355 643 осіб. До західних належать як найбільший населений, так і найменш населений штати (Каліфорнія та Вайомінг відповідно). Густота населення в більшості штатів (всіх, крім Каліфорнії, Вашингтона та Техасу, приналежність якого до Заходу є спірною) нижче, ніж середня в країні.
У західних штатах проживає велика кількість етнічних меншин. Три з чотирьох штатів, де білі американці не становлять більшості населення, знаходяться в цьому регіоні — це Гаваї, Каліфорнія та Нью-Мексико; четвертим таким штатом є Техас, який теж можна включити в американський Захід при широкому розумінні цього поняття.

### Найбільші міста

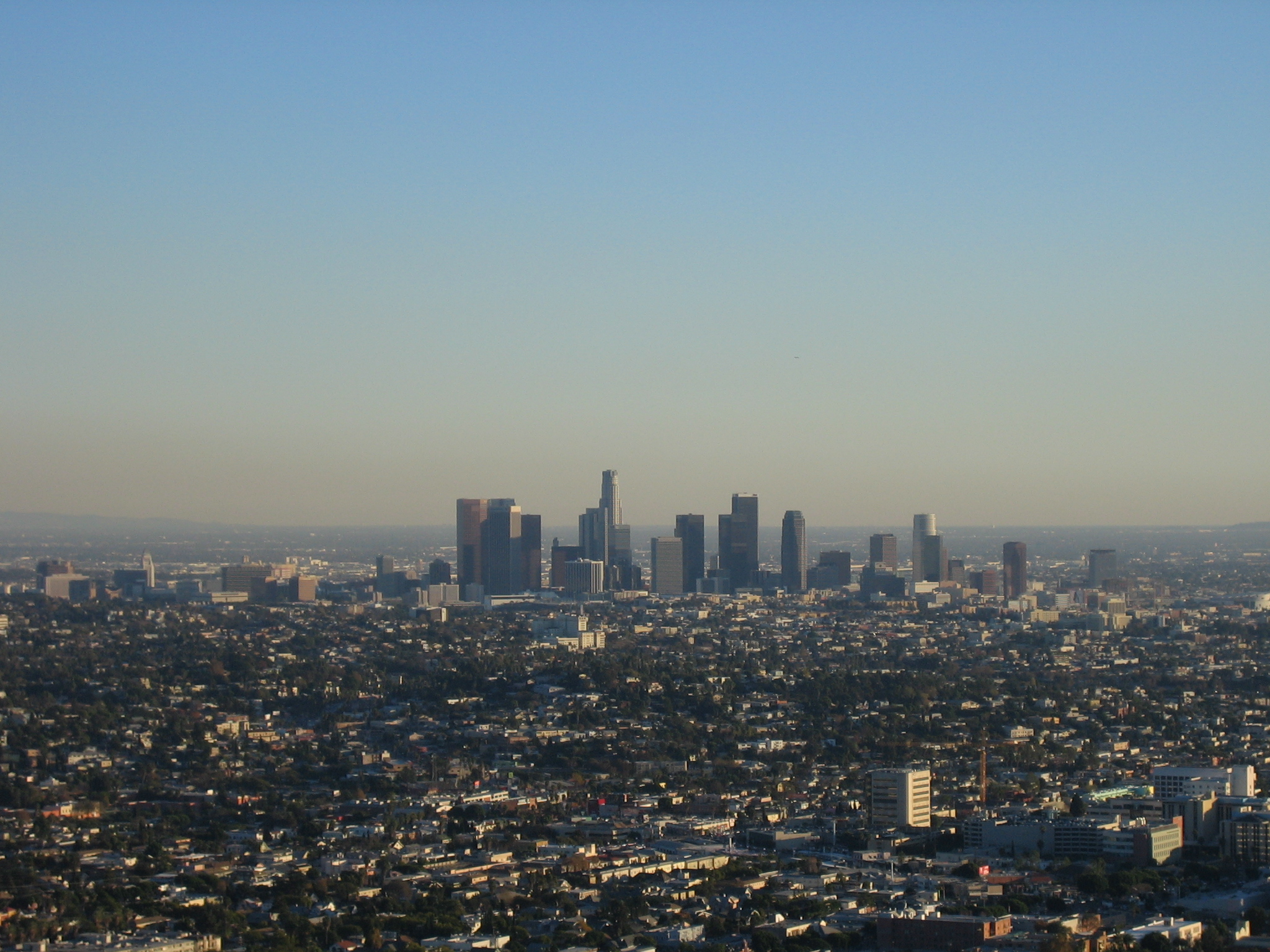
Лос-Анджелес, найбільше місто американського Заходу.

| Місце | Місто         | Штат       | Чисельність населення 1 липня 2007 |
| ----- | ------------- | ---------- | ---------------------------------- |
| 1     | Лос-Анджелес  | Каліфорнія | 3 834 340                          |
| 2     | Фінікс        | Аризона    | 1 552 259                          |
| 3     | Сан-Дієго     | Каліфорнія | 1 266 731                          |
| 4     | Сан-Хосе      | Каліфорнія | 939 899                            |
| 5     | Сан-Франциско | Каліфорнія | 815 358                            |
| 6     | Сієтл         | Вашингтон  | 594 021                            |
| 7     | Денвер        | Колорадо   | 588 349                            |
| 8     | Лас-Вегас     | Невада     | 558 880                            |
| 9     | Портленд      | Орегон     | 550 396                            |